# Grand Bassin des États-Unis
Pour les articles homonymes, voir Grand Bassin.
Le Grand Bassin des États-Unis (Great Basin en anglais) est un désert de l'Ouest des États-Unis. C'est une région de montagnes, de bassins sédimentaires et de hauts plateaux. La région offre une grande variété de paysages : ceux du parc national du Grand Bassin sont protégés. Faune et flore sont présentes, bien que discrètes, surtout autour des lacs dont la salinité généralement assez élevée est due à l'endoréisme. Couvrant quelque 10 % des États-Unis, le Grand Bassin est la région la plus sèche du pays.

## Géographie
La région du Grand Bassin se trouve principalement à l'est de la sierra Nevada. Elle est bordée au nord par le plateau du Columbia, à l'est par la chaîne Wasatch et au sud-est par le plateau du Colorado. À l'ouest se trouvent les montagnes Blanches, dont le plus haut sommet, le pic White Mountain s'élève à 4 342 m. Le Sud du bassin comprend deux célèbres déserts : la vallée de la Mort et le désert des Mojaves.
Le Grand Bassin est constitué de nombreux petits bassins encadrés de rides montagneuses d'altitude généralement comprise entre 2 000 et 3 000 mètres mais pouvant dépasser 3 500 m. Les bassins sont globalement orientés nord-sud ; leur altitude dépasse souvent 1 200 m.
La région est un bassin endoréique. Les précipitations qui atteignent le sol s'évaporent en grande partie rapidement dans le climat désertique ou s'infiltrent dans le sol ; les eaux restant en surface aboutissent à des lacs temporaires appelés localement playas, situés dans les zones les plus basses des vallées.
Le Grand Bassin couvre une bonne partie du Nevada et de l'Ouest de l'Utah, ainsi qu'une petite partie du Sud de l'Idaho, du Sud de l'Oregon et de l'Est de la Californie.

## Géologie
Le Grand Bassin est en fait une succession de petits bassins sédimentaires entrecoupés de rides montagneuses. Ces nombreux bassins (on en compte environ 150) correspondent à des grabens et les rides montagneuses à des horsts, délimités par des failles normales, typiques dans une zone de distension. La distension de cette région a été importante (on estime que la surface a été augmentée de plus de 100 %). Les failles normales, orientées généralement à 60°, s'enfoncent profondément dans la croûte continentale.
Des sédiments alluvionnaires se sont ensuite déposés au cours de l'époque Miocène dans les bassins en subsidence sur plusieurs milliers de mètres d'épaisseur.

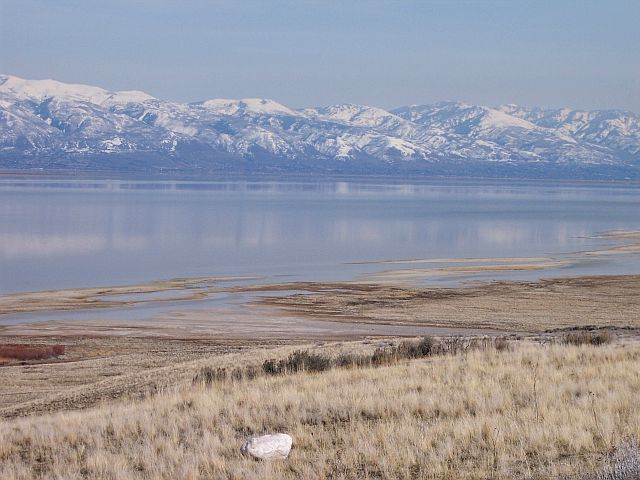
Le Grand Lac Salé est un vestige du grand Lac Bonneville qui existait au Pléistocène.

Pendant le Pléistocène supérieur, un grand nombre des bassins contenait un lac permanent. Deux de ces lacs étaient particulièrement notables du fait de leur superficie :
- Le lac Lahontan couvrait une région correspondant de nos jours au nord-ouest du Nevada, au sud de l'Oregon et au nord-est de la Californie. Il couvrait 22 000 km2 et atteignait 270 m de profondeur. Il ne reste plus de nos jours de ce lac que quelques petites étendues d'eau éparpillées, comme le Pyramid Lake (Nevada) et le Walker Lake (Nevada). Le Pyramid Lake contient encore de nos jours une variété relique de truite (Oncorhynchus clarkii henshawii) de grande taille (un spécimen péché en 1925 pesait 18 kg) qui existait déjà dans le lac Lahontan, où elle était le seul poisson prédateur[3].
- Le lac Bonneville avait une superficie de 51 000 km2 et une profondeur dépassant 300 m ; il couvrait une région qui inclut l'actuel Grand Lac Salé, et le lac Utah au nord de l'Utah, et le lac Sevier, un lac temporaire du centre-ouest de l'Utah.

## Histoire

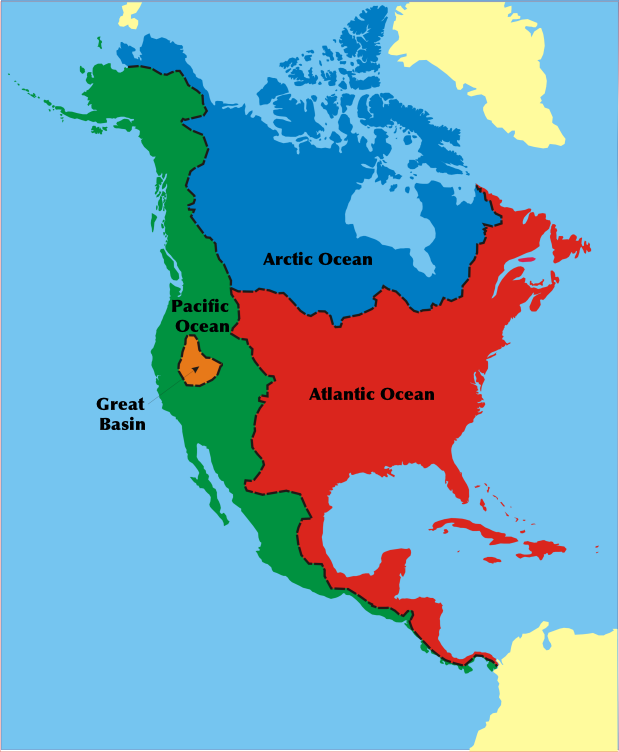
Principaux bassins versants d’Amérique du Nord : le Grand Bassin est en orange.

### Époque précolombienne
L'histoire du peuplement humain dans le Grand Bassin remonte au moins à 12 000 ans. Au XVIe siècle, la région est habitée par des tribus amérindiennes dispersées et doivent s’adapter aux contraintes naturelles fortes. Elles appartiennent au groupe des uto-aztèques connues collectivement sous le nom des tribus du Grand Bassin. Il y avait par exemple les Shoshones, Utes et Paiutes.
Les tribus qui vivent avant l’arrivée des Espagnols sont peu nombreuses, Elles pratiquent la chasse et cultivent des lopins irrigués. Elles tressent l’armoise d’Amérique et le yucca pour confectionner des nattes, des pagnes et des sandales. Leurs techniques de vannerie sont très anciennes. Elles utilisent le saule du désert pour l’armature de leurs maisons, qui sont généralement des huttes coniques rudimentaires. Les maisons de sudation (« sweathouse » ou « sweatlodge » en anglais) servent à purifier le corps des hommes avant les cérémonies. Les Havasupais bâtissent des villages au fond du Grand Canyon. Les Shoshones, les Utes et les Paiutes pratiquent la chasse sur le plateau dès l’automne venu. Ils poursuivent le bison, le wapiti et la chèvre des montagnes. La chasse leur permet d’obtenir des peaux de lapins pour fabriquer des manteaux afin de passer l’hiver.

### Exploration
Les premiers Européens à arriver dans la région furent les explorateurs espagnols, dans le Sud-Ouest, à la fin du XVIIIe siècle. Des chasseurs de fourrure de la Hudson Bay Company explorèrent la région haute du bassin au début du XIXe siècle. La première carte compréhensible et précise de la région fut réalisée par John Charles Frémont durant ses explorations des années 1840 de la zone.

### Souveraineté américaine
Les États-Unis acquirent le contrôle complet de la région avec le traité de l'Oregon de 1846 et le traité de Guadalupe Hidalgo de 1848. La première véritable colonie fut celle des premiers pionniers mormons de la fin des années 1840 dans les zones entourant Salt Lake City et la vallée de Cache. Ils établirent rapidement un gouvernement provisoire et proposèrent la création d'un nouvel état, nommé l' État de Deseret, qui comprendrait le Grand Bassin dans son intégralité, aussi bien que la côte de la Californie du Sud. Cette idée disparut puisque la région fut organisée successivement d'une manière différente avec la création du Territoire de l'Oregon en 1848, l'admission de la Californie en tant qu'État de l'Union en 1850, et la création du Territoire de l'Utah en 1850. La découverte de l'or en Californie en 1848 fit affluer de nombreux émigrants dans le Grand Bassin, le long de la Piste de la Californie, qui suivait le fleuve Humboldt dans le Nevada.
En 1986, le parc national du Grand Bassin fut établi par le gouvernement fédéral, protégeant ainsi 122 km2 de terres dans le Nevada, près de la frontière avec l'Utah. Dans les années 1950 la région au nord-est de Las Vegas fut le terrain d'essai de nombreux tests de bombes atomiques à l'air libre, puis en sous-sol dans les années 1960.

## Flore

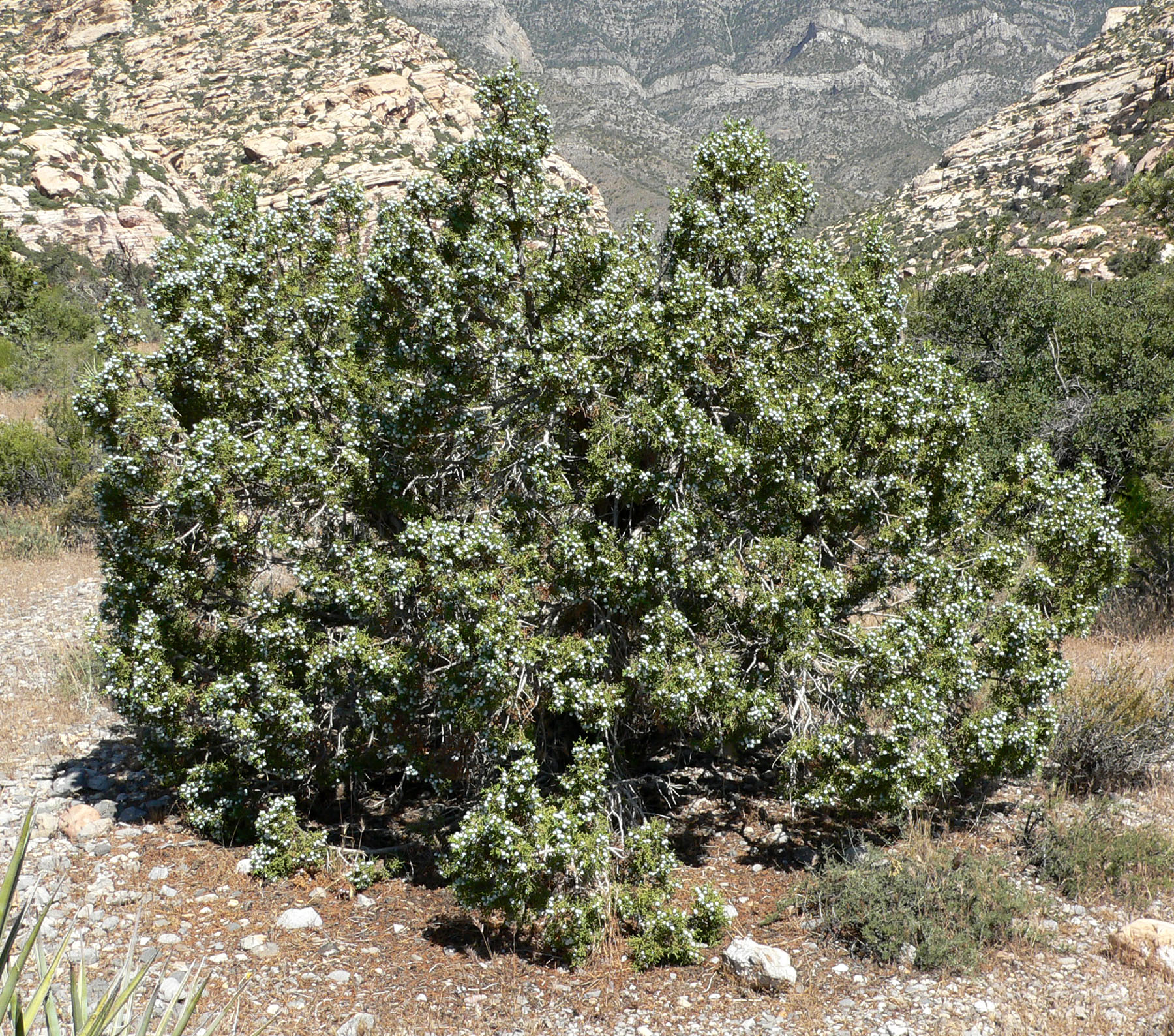
Genévrier de l'Utah.

La plus grande partie du Grand Bassin est constitué d'un désert d'altitude, avec des différences de milieux entre les sommets à plus de 2 000 mètres et les bassins.

### Au niveau des rides montagneuses
Sur les pentes montagneuses, les arbres dominants sont le genévrier de l'Utah (Juniperus osteosperma) et différents pins : Pinus monophylla est le plus commun, mais Le pin flexible (Pinus flexilis) et le pin de Bristlecone (Pinus longaeva) sont parfois présents en haut des chaînes. L'acajou de montagne (Cercocarpus ledifolius) est un arbuste typique de cette zone. L'érable nain (Acer glabrum) et le peuplier faux-tremble (Populus tremuloides) apparaissent dans les endroits les moins secs.

### Au niveau des bassins

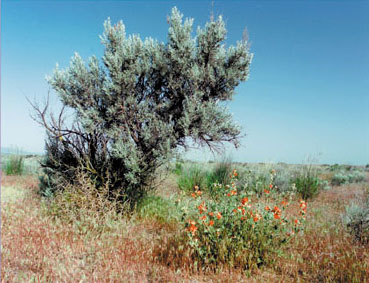
Artemisia tridentata.

Les paysages, marqués par l'aridité, sont le plus souvent couverts d'arbustes adaptés aux contraintes climatiques. Le nord du grand bassin présente une végétation présentant une bonne proportion d'herbe, intermédiaire entre la flore du désert à Artemisia et la steppe herbeuse, relativement moins sèche. Ailleurs, l’'Atriplex confertifolia domine dans les zones les moins élevées, souvent salines, ou plus sèches ; il est remplacé par une armoise buissonnante, Artemisia tridentata, dans les zones relativement un peu plus humides. Au sud, il existe une zone de transition entre la végétation du grand Bassin et celle du désert de Mojave (zone à Coleogyne ramosissima).
- La zone à Artemisia tridentata présente, outre cette espèce qui représente de 10 à 80 % des végétaux présents, d'autres plantes buissonnantes comme Tetradymia glabrata (une Asteraceae à fleurs jaunes, toxiques), l'Ephedra nevadensis ou ephedra du Nevada, l'eurotie laineuse (Krascheninnikovia lanata), Atriplex confertifolia et une espèce proche de ce dernier, appelée Grayia spinosa, ainsi que d'autres buissons du désert. Diverses graminées de la famille des Poaceae sont souvent associées à ces buissons, comme les genres Elymus, Sporobolus, Oryzopsis, Stipa, Poa, Agropyron, Pleuraphis, etc. Parmi les herbacées à fleurs, on peut citer les genres Astragalus, Phlox, Calochortus, Castilleja, Lupinus, Sphaeralcea et de diverses Asteraceae[3].

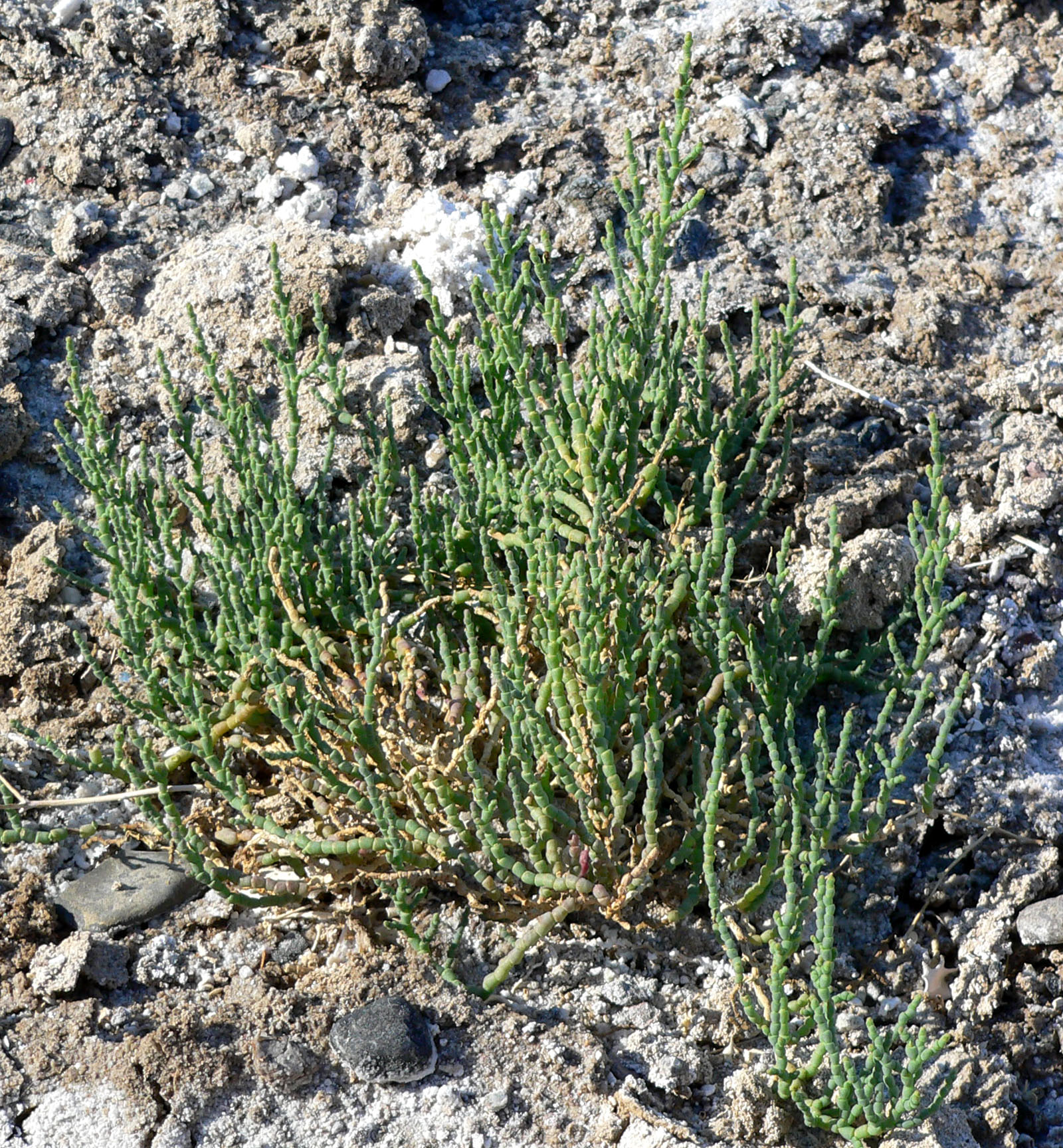
Allenrolfea occidentalis est capable de pousser dans des milieux très salés.

- La zone à Atriplex confertifolia correspond aux zones de faibles élévations où le sel et/ou les particules argileuses les plus fines se sont accumulés. Dans les zones où la salinité du sol est modérée, les Chenopodiaceae halophiles dominent : on trouve des buissons d'Atriplex confertifolia et d'eurotie laineuse, ainsi que les genres Sarcobatus, Allenrolfea, Kochia, Salicornia, Suaeda, mais aussi une Poaceae halophyte, Distichlis. Dans les zones les plus riches en sel, les genres Allenrolfea et Distichlis dominent, parfois mêlés à des joncs de la Baltique (Juncus balticus) et à d'autres Poaceae (Sporobolus airoides) et à des Salicornia[3].

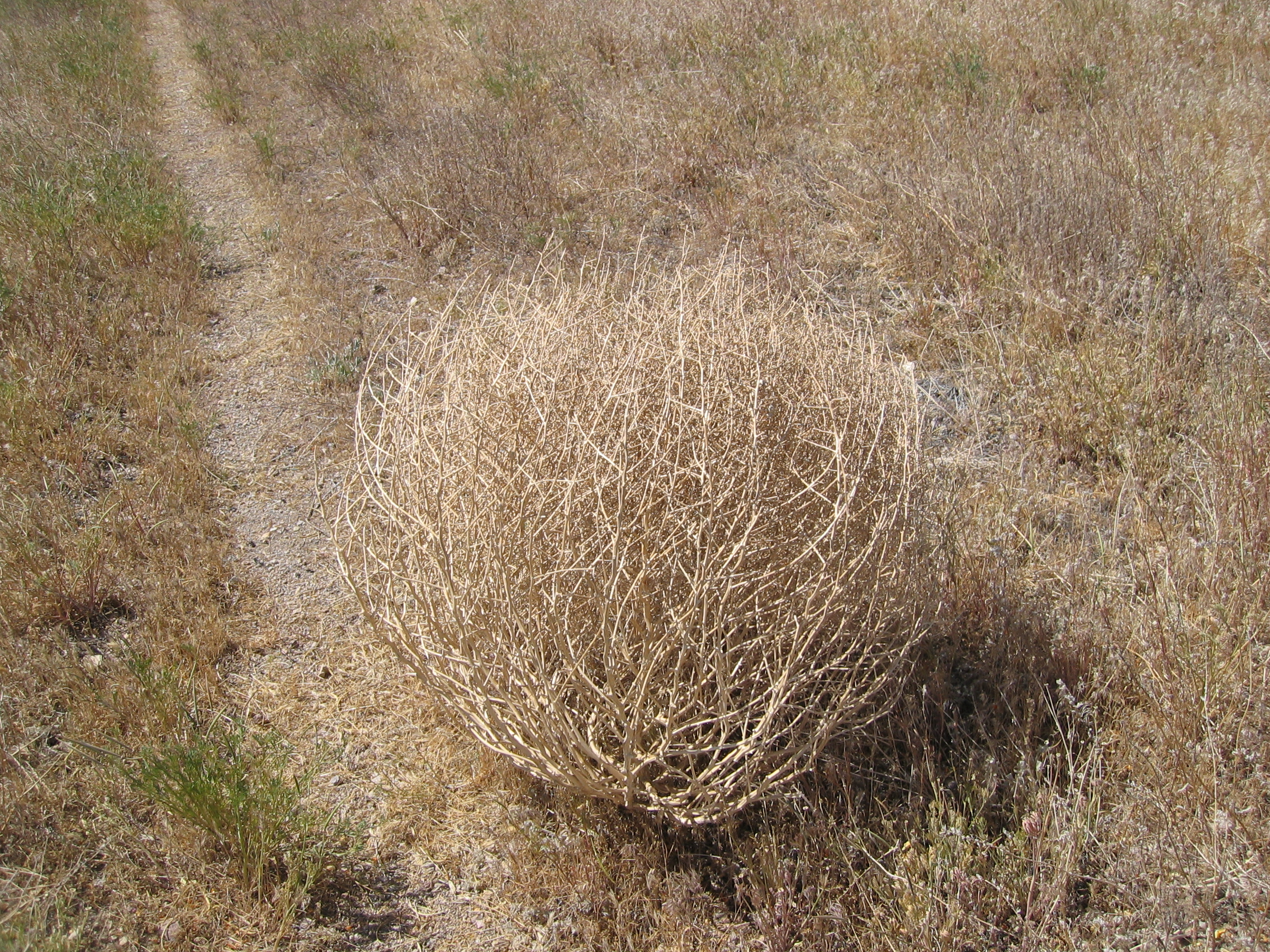
Salsola tragus forme les buissons roulants typiques des zones désertiques de l'ouest américain.

- Les zones dégradées par les incendies (naturels ou non) sont d'abord recolonisées par des herbacées et certains buissons, comme le Brome des toits (espèce introduite), Halogeton (de la famille des Amaranthaceae), Salsola tragus (la soude roulante constitue des buissons qui peuvent se détacher et rouler au gré du vent), des Brassicaceae (Lepidium perfoliatum ou Passerage perfoliée, Descurainia pinnata ou Moutarde tanaisie verte), une Ranunculaceae (Ceratocephalus ou Ranunculus testiculatus) ;  Chrysothamnus, Tetradymia et Xanthocephalum sont des buissons qui remplaceront momentanément l'Artemisia tridentata, qui ne repousse pas après un incendie et doit recoloniser ces zones à partir de graines[3].

## Faune

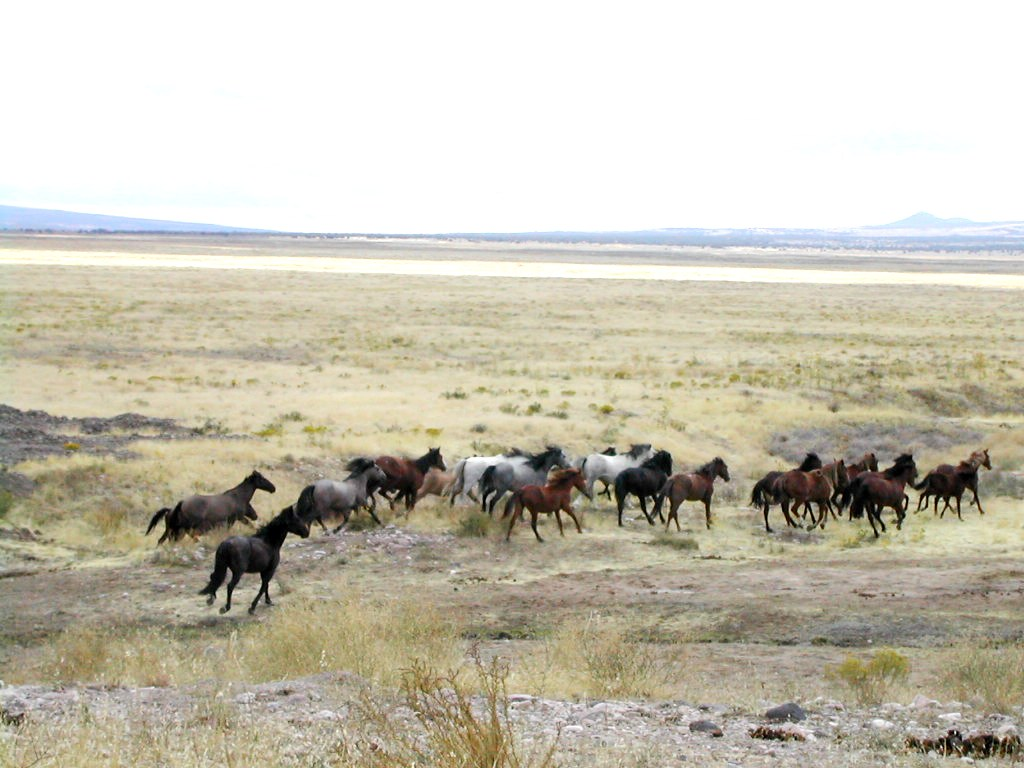
Mustangs dans l'Utah.

La faune du Grand Bassin est généralement très discrète et plusieurs espèces sont nocturnes. On peut cependant assister, près des plans d'eau surtout, à de grands rassemblements d'oiseaux. La perdrix choukar, la perdrix grise, le mustang et l'âne sauvage sont des espèces qui ont été introduites dans le Grand Bassin.

### Mammifères
Bon nombre des mammifères de cette région sont nocturnes, et donc difficiles à apercevoir.

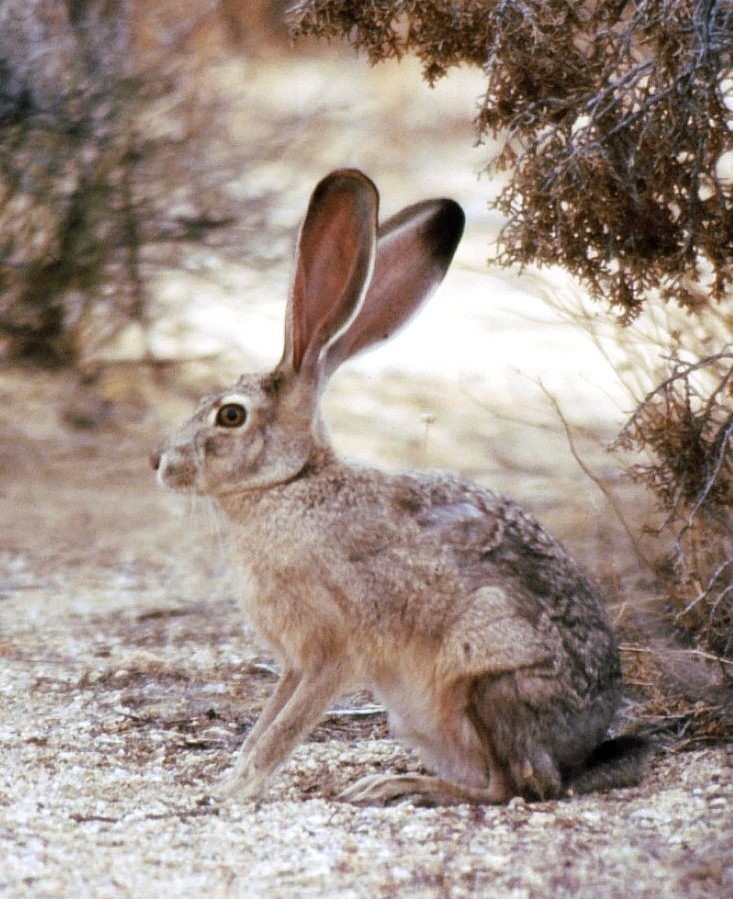
Lepus californicus.

Les mammifères les plus répandus sont des lièvres (Lepus californicus) et des lapins (Sylvilagus audubonii surtout, mais aussi Sylvilagus nuttalli ou lapin de Nuttall et Brachylagus idahoensis ou Lapin pygmée) ainsi que les coyotes et des écureuils (tamias minimus ou Tamia mineur, Spermophilus townsendii). Le Neotoma lepida ou néotome du désert et les Dipodomys ou rats kangourous (Dipodomys ordii, Dipodomys microps) sont des rongeurs relativement fréquents, mais ils ne sortent que la nuit. Les grands mammifères sont le puma, le pronghorn, le cerf hémione, mais ils sont plus difficiles à observer. Enfin, le wapiti et le mouflon canadien sont beaucoup plus rares dans cette région.

### Oiseaux

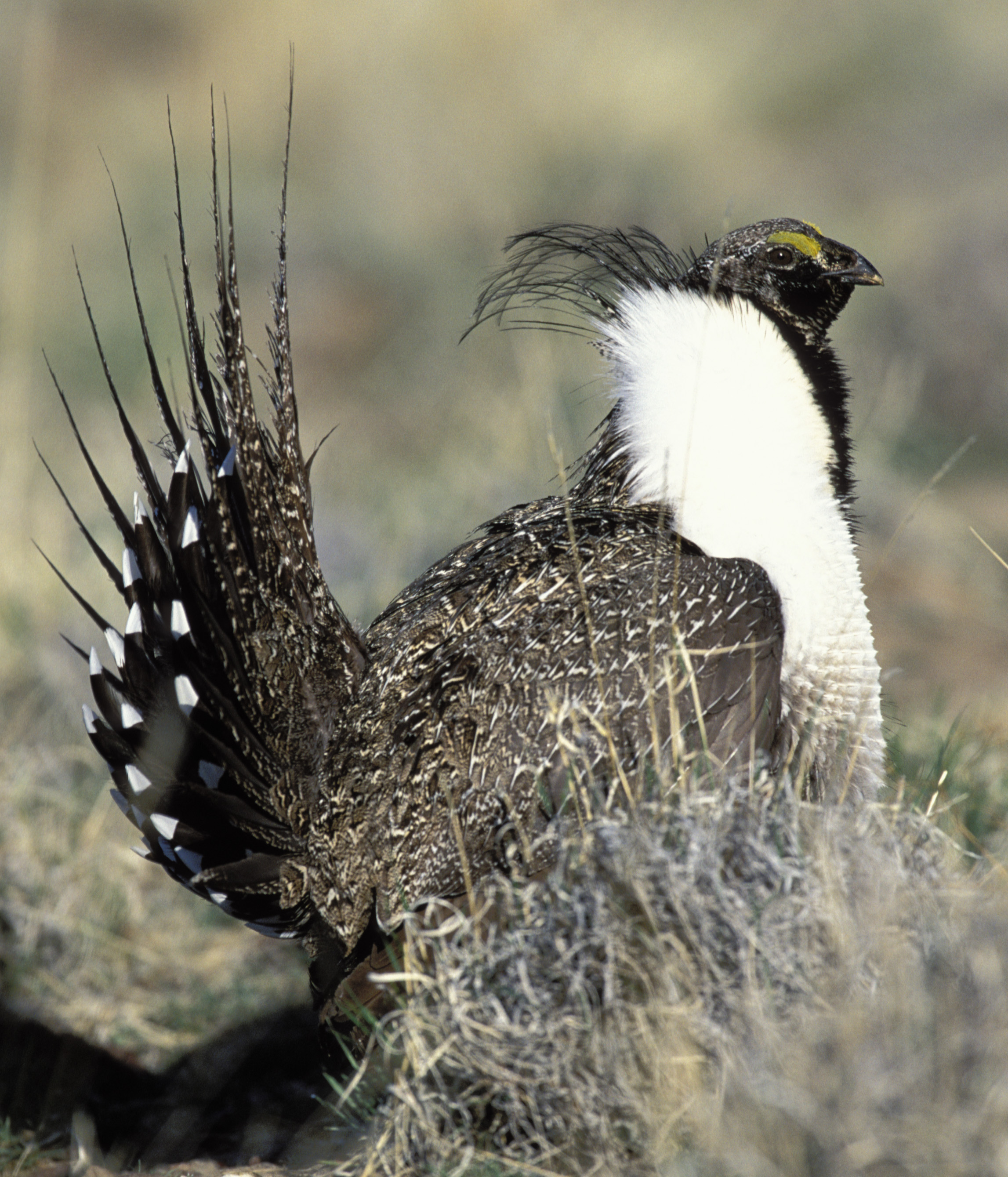
Le Tétras des armoises, un oiseau inféodé aux zones à Artemisia tridentata.

Parmi les principaux oiseaux qui nichent dans le Grand Bassin, on trouve de nombreux rapaces : Aigle royal, Buse à queue rousse et Crécerelle d'Amérique. On peut aussi voir des volées d'Alouettes hausse-col (Eremophila alpestris) ou des Grands corbeaux en maraude. Les espèces réellement typiques de la zone à Artemisia tridentata sont généralement plus discrètes, comme le Moqueur des armoises (Oreoscoptes montanus), le Bruant de Bell (Artemisiospiza belli), ou le Tétras des armoises (Centrocercus urophasianus) (cette dernière espèce est beaucoup plus facilement repérable lors de ses bruyantes parades nuptiales). Le Pélican d'Amérique vit sur les rives du Pyramid Lake dans le Nevada, ou du Grand Lac Salé dans l'Utah.

### Amphibiens et reptiles
Les amphibiens, bien que rares, sont présents dans le Grand Bassin. Le crapaud du Grand Bassin (Spea intermontana) forme des colonies autour des plans d'eau temporaires pour y pondre. Ses appels plaintifs peuvent s'entendre à grande distance dans la nuit du désert. On peut aussi rencontrer la Salamandre tigrée (Ambystoma tigrinum), même en plein zone désertique (des individus adultes ont été observés dans des abreuvoirs installés pour le bétail).

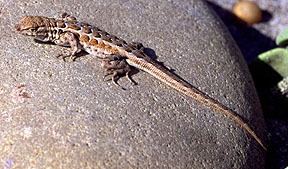
Uta stanburiana, un lézard commun dans le Grand Bassin.

Dans les bassins, les petits lézards (Lézard des armoises ou Sceloporus graciosus, lézard léopard ou Gambelia wislizenii, coureur occidental ou Cnemidophorus tigris, lézard de Californie ou Uta stansburiana) sont nombreux. Les serpents les plus communs sont la Couleuvre à nez mince du Grand Bassin (Pituophis catenifer deserticola), Masticophis taeniatus, la couleuvre agile à ventre jaune de l’Ouest (Coluber mormon) et le crotale de l'Ouest (Crotalus oreganus lutosus), ce dernier étant le seul serpent venimeux de la région.

### Poissons
Deux espèces de poissons ne vivent que dans le Pyramid Lake et sont menacées d'extinction : le Cui-ui Chasmistes cujus et la truite fardée de Bonneville Oncorhynchus clarki henshawi.

### Invertébrés
Les Invertébrés les plus faciles à repérer dans cette région sont les sauterelles. Plusieurs espèces sont présentes ; les plus communes sont des Oedipodinae : Trimerotropis pallidipennis, plusieurs espèces du genre Arphia (Arphia conspersa, Arphia pseudonietaba), mais on peut aussi rencontrer la sauterelle mormone, Anabrus simplex, qui sporadiquement se met à pulluler et peut créer de grands ravages, comme en 1848 et 1938. Les Tenebrionidae et les Carabidae sont communs, mais souvent nocturnes et donc peu aisés à observer. Il y a dans cette région plusieurs dizaines d'espèces d'araignées, appartenant à différentes familles : Thomisidae (araignées-crabes), Salticidae (araignées sauteuses), Lycosidae (araignées-loups), Agelenidae et Araneidae.